# Sör-Lidsträsket
Sör-Lidsträsket är en sjö i Norsjö kommun och Skellefteå kommun i Västerbotten och ingår i Rickleåns huvudavrinningsområde. Sjön har en area på 7,98 kvadratkilometer och ligger 263 meter över havet. Sjön avvattnas av vattendraget Rickleån.

## Delavrinningsområde
Sör-Lidsträsket ingår i det delavrinningsområde (719093-168853) som SMHI kallar för Utloppet av Sör-Lidsträsket. Medelhöjden är 303 meter över havet och ytan är 51,93 kvadratkilometer. Räknas de 5 avrinningsområdena uppströms in blir den ackumulerade arean 207,38 kvadratkilometer. Avrinningsområdets utflöde Rickleån mynnar i havet. Avrinningsområdet består mestadels av skog (72 procent). Avrinningsområdet har 8,41 kvadratkilometer vattenytor vilket ger det en sjöprocent på 16,2 procent.